# L.A.R.S.T H.U.G. Vega EP (Live)
L.A.R.S.T. H.U.G. Vega EP (Live) er en digital-only EP af den danske musiker Lars H.U.G. EP'en blev udgivet som en del af Lars H.U.G.s julekalender på Facebook i 2021 for at reklamere for tripplealbummet L.A.R.S.T. H.U.G. VEGA Koncert. Denne EP er en kondenseret udgave af det omfattende livealbum og giver lytterne en smagsprøve på nogle af højdepunkterne fra Lars H.U.G.s sidste liveoptræden i VEGA, København, den 1. september 2016.

## Baggrund
L.A.R.S.T. H.U.G. Vega EP (Live) blev udgivet digitalt som en del af en julekalender på Lars H.U.G.s officielle Facebook-side i december 2021. Formålet med EP'en var at skabe opmærksomhed omkring den omfattende tripple-vinyludgivelse L.A.R.S.T. H.U.G. VEGA Koncert, der dokumenterer hele den historiske afskedskoncert. EP'en giver lytterne mulighed for at opleve en kondenseret version af koncerten, med udvalgte numre, der fanger essensen af H.U.G.s sidste liveoptræden.

## Trackliste
1. Elsk Dig Selv – 3:32 (fra 10 Sekunders Stilhed, 2014)
2. Backwards – 7:02 (fra Kiss & Hug – From a Happy Boy, 1996)
3. Solen Er Så Rød Mor – 3:55 (fra Kopy, 1989)
4. Kysser Himlen Farvel – 3:47 (fra Kysser Himlen Farvel, 1987)
5. Militskvinder – 6:32 (fra Supertanker med Kliché, 1980)
6. Altid Lys – 6:06 (fra 10 Sekunders Stilhed, 2014)

## Udgivelse
EP'en blev kun udgivet digitalt og er tilgængelig via streamingtjenester og downloadplatforme. Den fungerer som en teaser for fans og nye lyttere, som ønskede at få en forsmag på den komplette liveoplevelse fra Lars H.U.G.s afskedskoncert.